# Karl-Heinz Gerdsmeier
Karl-Heinz Gerdsmeier (* 26. August 1938 in Aschaffenburg; † 2002) war ein deutscher Ringer.

## Werdegang
Karl-Heinz Gerdsmeier begann als Jugendlicher beim SV Einigkeit Aschaffenburg-Damm mit dem Ringen. In seiner Laufbahn bevorzugte er den griechisch-römischen Stil, startete aber vereinzelt auch im freien Stil. Bei einer Größe von 1,85 Metern wuchs er schnell in das Schwergewicht hinein. Er erlernte den Beruf eines Schneiders, war aber lange Zeit bei der Stadt Aschaffenburg beschäftigt und brachte es dort bis zum Leiter des Sportamtes. Er hatte zwei Söhne, die ebenfalls Ringer wurden und von denen Fritz Gerdsmeier mehrfacher deutscher Meister wurde.
Schon mit 18 Jahren stand er 1959 in der Mannschaft des SV Einigkeit Aschaffenburg-Damm, die das Finale um die deutsche Mannschaftsmeisterschaft gegen den VfK Schifferstadt erreichte. In diesem Finale war kein Geringerer als Wilfried Dietrich sein Gegner, der damals schon ein absoluter Weltklasseringer war. Dies sagt aus, dass es Karl-Heinz Gersdmeier bis 1969 bei den deutschen Meisterschaften ständig mit Wilfried Dietrich zu tun hatte, gegen den er nicht gewinnen konnte. Ab 1969 trat eine neue Gewichtsklasseneinteilung des internationalen Ringerverbandes (FILA) in Kraft. Daraufhin konnte Karl-Heinz Gerdsmeier in der neu geschaffenen Gewichtsklasse Schwergewicht, die ihr Gewichtslimit bei 100 kg Körpergewicht hatte, starten. Das bisherige Schwergewicht, das bis 1968 ab 97 kg Körpergewicht ging, wurde in Superschwergewicht (über 100 kg Körpergewicht) umbenannt.
Die sportlichen Erfolge von Karl-Heinz Gerdsmeier bei Einzelmeisterschaften begannen 1959. In diesem Jahr wurde er in Nendingen deutscher Juniorenmeister im freien Stil im Schwergewicht. Im Jahre 1960 wurde er deutscher Vizemeister im Schwergewicht im griechisch-römischen Stil hinter Wilfried Dietrich und belegte 1960 bei der deutschen Meisterschaft im freien Stil im Schwergewicht den 3. Platz hinter Wilfried Dietrich und Hans Huber (Boxer) aus Regensburg. Bei Hans Huber handelte es sich um den Silbermedaillengewinner im Boxen des Schwergewichts bei den Olympischen Spielen des Jahres 1964 in Tokio. Hans Huber verlor dort im Finale gegen Joe Frazier und war vor seiner Boxerlaufbahn ein erfolgreicher Ringer auf der nationalen Ebene.
Nach den Olympischen Spielen 1960 wurde Karl-Heinz Gerdsmeier vom deutschen Ringerbund bei drei Länderkämpfen in der Sowjetunion eingesetzt, weil Wilfried Dietrich, der 1960 Olympiasieger im freien Stil geworden war, verhindert war. Er rang dort in Moskau, Kiew und Minsk gegen die Weltklasseathleten Anatoli Parfenow, Olympiasieger 1960 im griech.-röm. Stil vor Wilfried Dietrich, Sergej Zaluski und Anatoli Podzunski. Gegen Parfenow und Zaluski verlor er jeweils nach Punkten und gegen Podzunski erkämpfte er gar ein Unentschieden.
1961 und 1962 wurde Karl-Heinz Gerdsmeier bei den deutschen Meisterschaften im griechisch-römischen Stil wieder jeweils deutscher Vizemeister hinter Wilfried Dietrich. 1964 erkämpfte er sich bei den deutschen Meisterschaften im griech.-röm.Stil hinter Wilfried Dietrich und Heinz Eichelbaum aus Dortmund noch einmal den 3. Platz. Mit seinem Verein wurde er in den Jahren 1963 und 1964 deutscher Mannschaftsmeister.
Nach 1964 resignierte Karl-Heinz Gerdsmeier mehr oder weniger vor Wilfried Dietrich und dem neuen deutschen Schwergewichts-Star Roland Bock von der Sportvg Feuerbach und nahm erst 1969, nach der Neueinteilung der Gewichtsklassen, wieder an deutschen Meisterschaften teil. Dabei gelang es ihm im Schwergewicht deutscher Meister im griech.-röm. Stil zu werden. Dabei gab es das Kuriosum, dass es in dieser Gewichtsklasse mit Karl-Heinz Gerdsmeier und Alfons Hecher aus Hallbergmoos zwei deutsche Meister gab. Die Begründung dafür ist, dass beide Ringer gegeneinander unentschieden rangen und die gleiche Anzahl von Fehlerpunkten aufwiesen und dazu auch noch das gleiche Gewicht hatten. Diese Umstände veranlassten das Kampfgericht deshalb zwei deutsche Meistertitel zu vergeben.
1970 nahm Karl-Heinz Gerdsmeier an der Europameisterschaft im griech.-röm. Stil in Berlin (Ost) teil. Er verlor dort seinen ersten Kampf gegen den ungarischen Ex-Weltmeister Ferenc Kiss und rang gegen Gerard du Prie aus den Niederlanden unentschieden. Damit hatte er sechs Fehlpunkte und musste ausscheiden und belegte in der Endabrechnung den 9. Platz. Im Jahre 1974 folgte ein weiterer Einsatz bei der Europameisterschaft in Madrid im Superschwergewicht. Er verlor dort gegen Ömer Topuz aus der Türkei und Roman Codreanu aus Rumänien und landete auf dem 7. Platz.
Karl-Heinz Gerdsmeier vertrat in folgenden Jahren Deutschland noch in mehreren Länderkämpfen. 1975 beendete er seine internationale Ringerlaufbahn und ging nur mehr für seinen Verein an den Start. In Aschaffenburg erwarb er sich danach große Verdienste als Hauptorganisator des in den 1980er Jahren dort stattfindenden internationalen Ringerturniers Großer Preis der Bundesrepublik Deutschland.

## Internationale Erfolge
| Jahr | Platz | Wettbewerb                                                     | Stil | Gewichtsklasse |                                                                                                |
| 1970 | 1.    | Intern. Turnier in Savona                                      | GR   | Schwer         | vor Savini, Italien, Ellenson, Österreich u. Molin, Schweden                                   |
| 1970 | 9.    | EM in Berlin (Ost)                                             | GR   | Schwer         | nach Niederlagen gegen Ferenc Kiss, Ungarn u. Gerard du Prie, Niederlande                      |
| 1974 | 1.    | Großer Preis der Bundesrepublik Deutschland in Bad Reichenhall | GR   | Superschwer    | vor Richard Wolff u. Lorenz Hecher, bde. BRD, Jürgen Bohndorf, DDR u. Zsygmunt Andrecki, Polen |
| 1974 | 7.    | EM in Madrid                                                   | GR   | Superschwer    | nach Niederlagen gegen Ömer Topuz, Türkei u. Roman Codreanu, Rumänien                          |

## Deutsche Meisterschaften
| Jahr | Platz | Altersgruppe | Stil | Gewichtskl. | Ergebnis                                                                    |
| 1959 | 1.    | Junioren     | F    | Schwer      | vor Rudolf Wagner, Freising u. Gerhard Linsner, Bamberg                     |
| 1960 | 2.    | Senioren     | GR   | Schwer      | hinter Wilfried Dietrich, VfK Schifferstadt u. vor Werner Schreiner, Ketsch |
| 1960 | 3.    | Senioren     | F    | Schwer      | hinter Wilfried Dietrich und Hans Huber (Boxer), Regensburg                 |
| 1961 | 2.    | Senioren     | GR   | Schwer      | hinter Wilfried Dietrich, vor Josef Hucker, Unterelchingen                  |
| 1962 | 2.    | Senioren     | GR   | Schwer      | hinter Wilfried Dietrich, vor Willi Kiefer, ASV Mainz 1888                  |
| 1964 | 3.    | Senioren     | GR   | Schwer      | hinter Wilfried Dietrich und Heinz Eichelbaum, Dortmund                     |
| 1969 | 1.    | Senioren     | GR   | Schwer      | gemeinsam mit Alfons Hecher, Hallbergmoos, vor Heinz Eichelbaum             |

Anm.: GR = griechisch-römischer Stil, F = freier Stil, EM = Europameisterschaft, Schwergewicht, bis 1961, ab 87 kg, von 1962 bis 1968 ab 97 kg, seit 1969 bis 100 kg, Superschwergewicht, seit 1969 über 100 kg Körpergewicht